# Louis-Simon Lempereur
Louis-Simon Lempereur, né le 16 mai 1728 à Paris où il est mort le 6 avril 1807, est un graveur d'interprétation au burin français.

## Biographie
Élève de Pierre-Alexandre Aveline, de passage ensuite pour un perfectionnement dans l'atelier de Laurent Cars, Louis-Simon Lempereur fut graveur du roi agréé à l’Académie royale de peinture et de sculpture le 23 aout 1759 et reçu académicien le 2 mars 1776, sur le portrait gravé d’Étienne Jeaurat d’après Alexandre Roslin (chalcographie du Louvre) comme morceau de réception.
Il avait épousé la graveuse Catherine Élisabeth Cousinet en premières noces en 1760. En secondes noces, il épouse Anne-Philiberte Coulet (1736-?), graveuse, qui fut son élève.
Nicolas de Launay a été son élève.
Il fut l'un des grands graveurs pour la monumentale Histoire naturelle (1749-60) de Buffon.
Il exerça un temps à Londres, y obtenant un succès - on cite son Portrait de William Augustus de Cumberland, gravé en 1751 d'après David Morier (en) - qui n'empêcha pas en 1756, contraint par la déclaration de guerre entre le Royaume-Uni et la France (la guerre de Sept Ans), son retour à Paris où il avait un atelier-boutique « rue des Anglais, vis-à-vis celle du Plâtre » (vers 1750).

## Œuvres

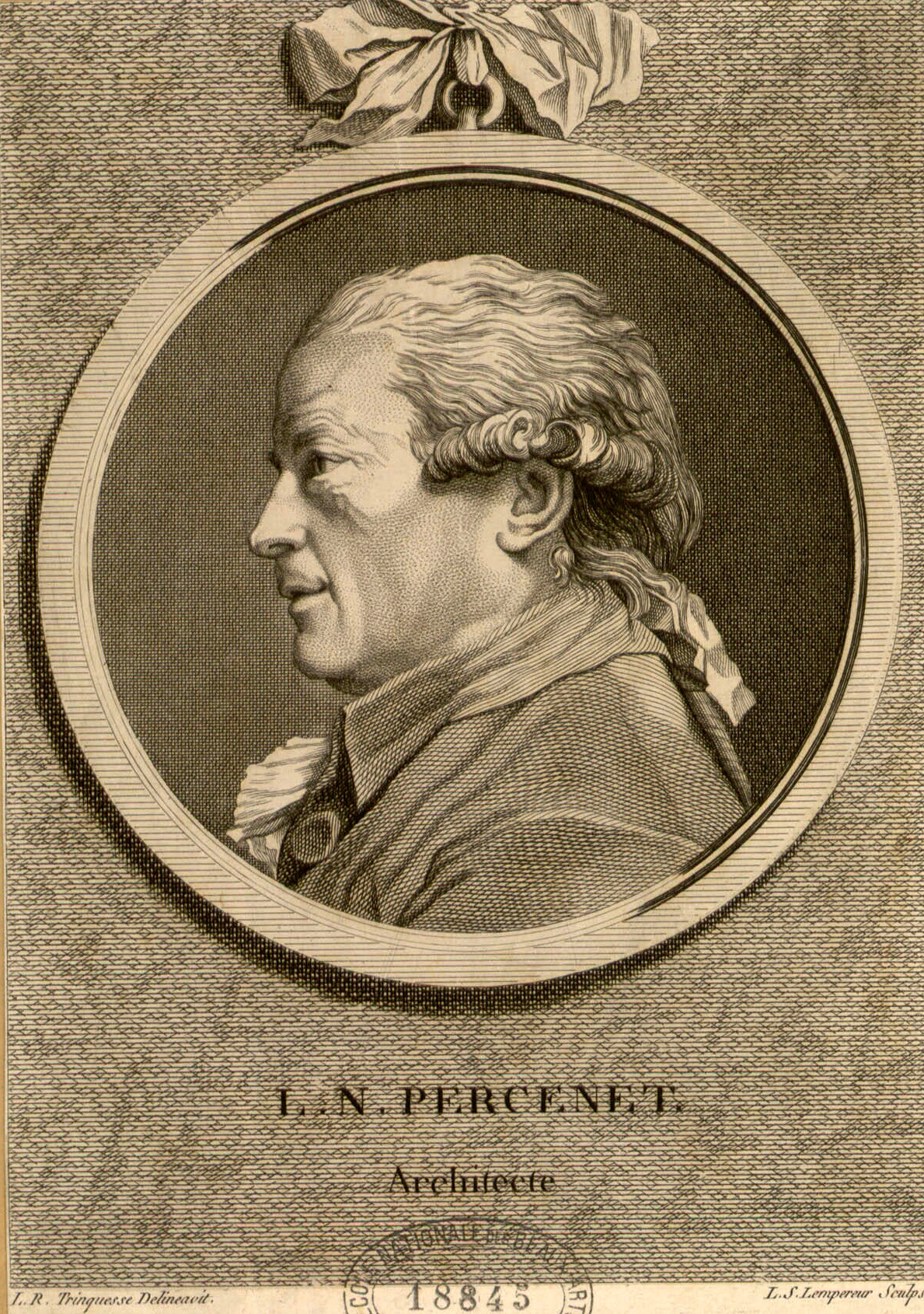
L.-N. Percenet, architecte

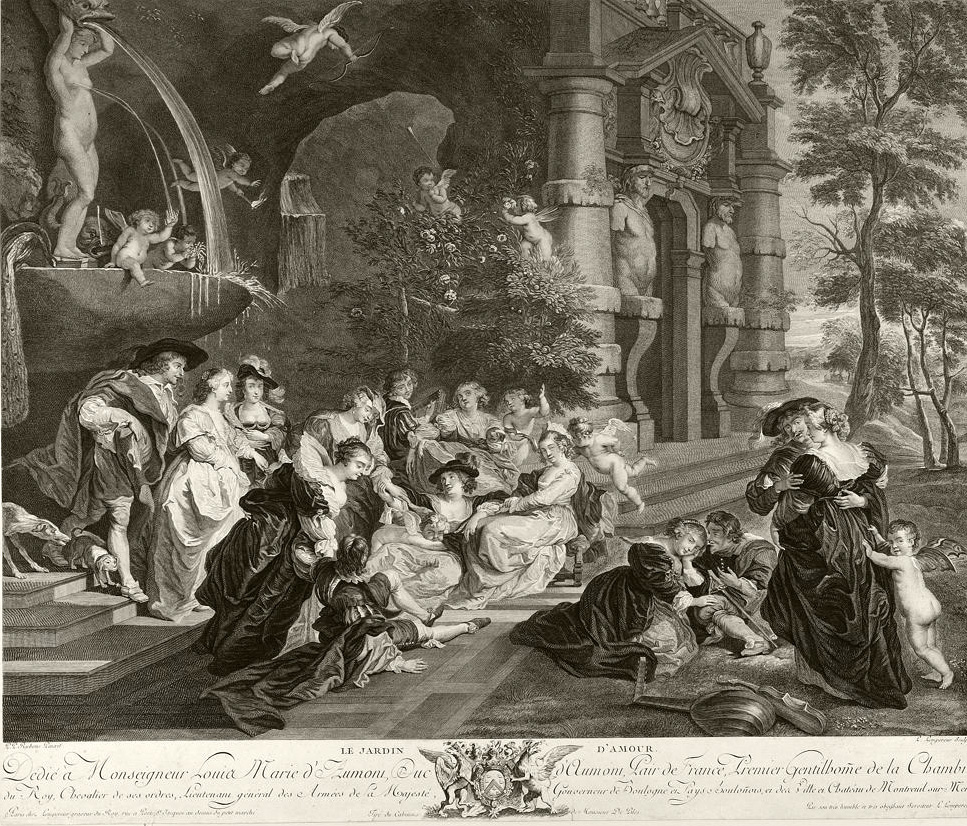
Le jardin d'amour

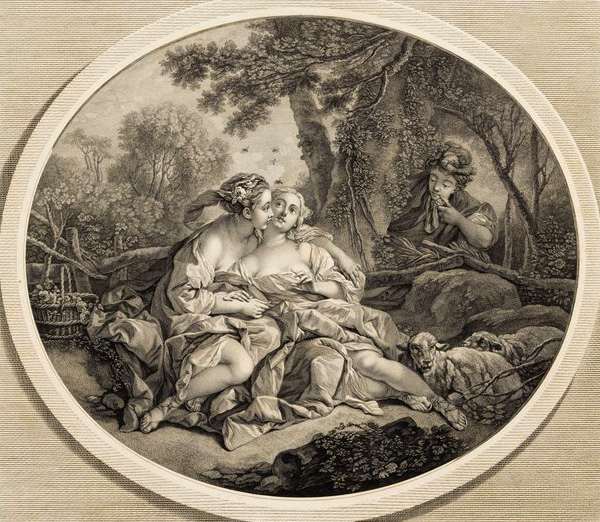
Sylvie guérit Philis de la piqûre d'une abeille

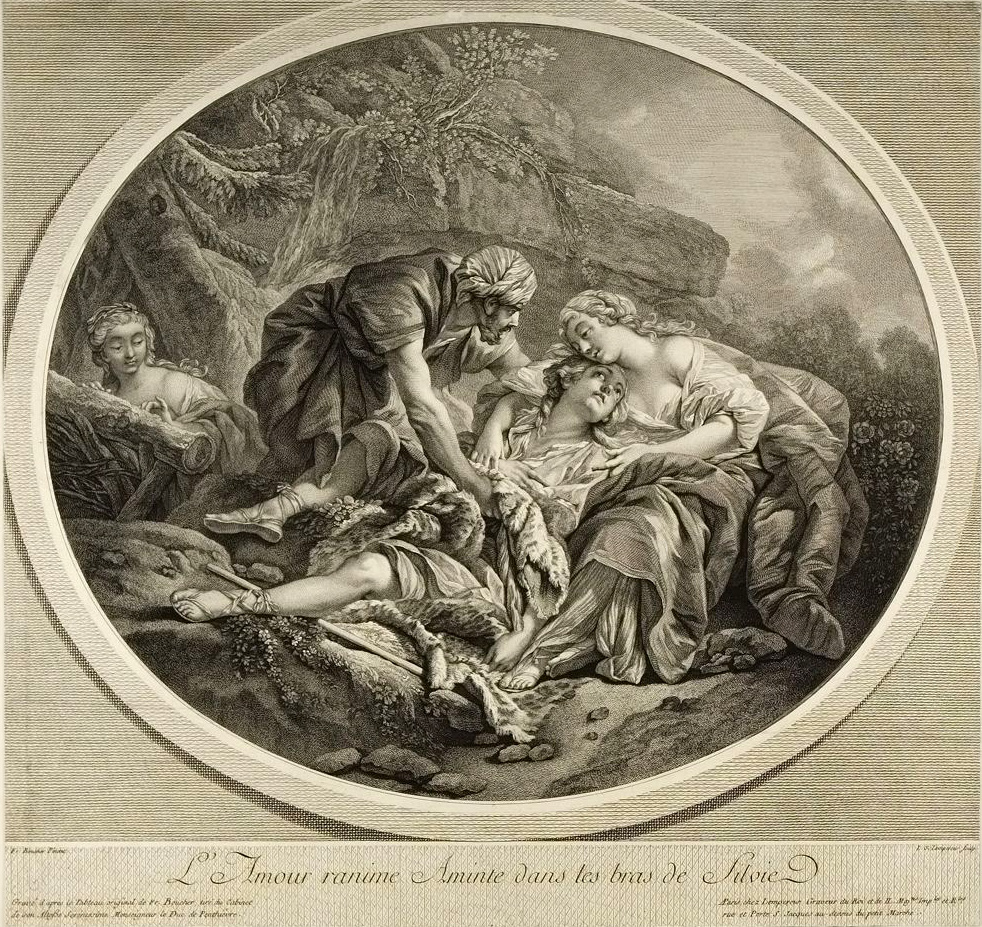
L'Amour ranime Aminthe dans les bras de Sylvie

### Gravures
- Sacrifice au Dieu Pan et Bacchus et Ariane, d'après Jean-Baptiste Marie Pierre, 1750[8] ;
- William Augustus de Cumberland, d'après David Morier, 1751[6].
- Les Forges de Vulcain, d’après Jean-Baptiste Marie Pierre, dédiée au marquis de Marigny, 1761 ;
- Les Baigneurs, d’après Carle Vanloo ;
- L’Enlèvement d’Europe, d’après Jean-Baptiste Marie Pierre, 1763 ;
- Le Triomphe de Silène, d’après Carle Vanloo, 1763[9] ;
- L’Aurore et Tithon, d’après Jean-Baptiste Marie Pierre[10],[11] ;
- Portrait de Mme Lecomte, d’après le dessin de Claude-Henri Watelet ;
- Portrait de M. Watelet, d’après le dessin de Charles-Nicolas Cochin[12] ;
- Portrait de Jean-François de Marcorelle, Baron d'Escale, gravure au burin d'après le dessin de François Bourgoin[13] ;
- Allégories de la ville de Calais et de la Renommée couronnant un portrait de Pierre Laurent Buirette de Belloy, d’après le tableau de Nicolas-René Jollain, 1767[14] ;
- Portrait de L.-N. Percenet, architecte, d'après Louis-Roland Trinquesse ;
- Le Jardin d’amour, connue aussi sous le nom de la famille de Rubens, dont elle présente les portraits, d’après le tableau de Rubens, 1769[15] ;
- Le Festin espagnol, d’après Palamède Stevens, 1773[16] ;
- Les Sermens du berger, d’après Pierre[17] ;
- Les Présents du berger, d’après Boucher, 1773[18] ;
- Une vieille faisant des remontrances à sa fille, d’après Wille le fils, 1775 ;
- La Mère indulgente, d’après Wille le fils, 1775[19] ;
- Le Génie de la peinture, éclairé par la Vérité, écrit l'histoire de ceux qui se sont distingués dans cet art, d'après Jean-Michel Moreau, 1776[20] ;
- Les Conseils maternels, d’après Wille le fils, 1777 ;
- Portrait de M. Jeaurat, recteur de l’académie, d’après Roslin (morceau de réception de l’auteur)[21] ;
- L’Enlèvement de Proserpine, d’après le morceau de réception de Charles de La Fosse, 1779[22] ;
- Sylvie guérit Philis de la piqûre d’une abeille, d’après Boucher[23] ;
- L’Amour ranime Aminthe dans les bras de Sylvie, d’après Boucher[24] ;
- Sylvie fuit le loup qu’elle a blessé, d’après Boucher ;
- Vénus ou l'attente du plaisir, d’après Annibale Carracci, 1781[25] ;
- Les Grâces lutinées par les Amours, d’après Lagrenée ;
- Les Amours enchaînés par les grâces, d’après Lagrenée, 1789[26].

### Contributions bibliophiliques
- Boccace, Il Decamerone de M. Giovanni Boccacio, gravures de Louis-Simon Lempereur d'après Hubert-François Gravelot, cinq volumes, Londres, Paris, 1757[27].
- Plaute, Marci Acci Plauti Comoediae auae supersunt, gravures d'après Charles Eisen par Jacques Aliamet, Pierre-Simon Fournier et Louis-Simon Lempereur, chez Joseph Gérard Barbou, Paris, 1759[28].
- Jean Racine, Œuvres de Racine, gravures d'après les dessins de Jacques de Sève par Jacques Aliamet, Jean-Charles Baquoy, Juste Chevillet, Jean-Jacques Flipart, Louis Legrand, Noël Le Mire, Louis-Simon Lempereur, Dominique Sornique et Jacques-Nicolas Tardieu, trois tomes, Imprimerie Le Breton, Paris, 1760[29].
- Jean-Jacques Rousseau, Recueil d'estampes pour La nouvelle Héloïse, gravures d'après les dessins de Hubert-François Gravelot par Jacques Aliamet, Pierre-Philippe Choffard, Noël Le Mire, Louis-Simon Lempereur, Jean Ouvrier et Augustin de Saint-Aubin, chez Duchesne, Libraire à Paris, 1761[30].
- Jean de La Fontaine, Contes et nouvelles en vers, gravures d'après Charles Eisen par Jacques Aliamet, Jean-Charles Baquoy, Jean-Baptiste Delafosse, Jean-Jacques Flipart, Noël Le Mire, Louis-Simon Lempereur, Jean-Jacques Le Veau, imprimés par Joseph Gérard Barbou aux frais des fermiers généraux, 1762.
- Sous la direction de Jean-Bernard Restout, Galerie française ou portraits des hommes et des femmes célèbres qui ont paru en France, avec un abrégé de leur vie par une société de gens de lettres, s'y trouve le portrait d'Émilie du Châtelet gravé par Louis-Simon Lempereur d'après Charles Monnet, chez Hérissant le fils, Paris, 1771.
- Description du mausolée érigé en l'Abbaye de Saint-Denis le 27 juillet 1774 pour les obsèques de Louis XV, le Bien-Aimé, roi de France et de Navarre, quatre planches gravées par Louis-Simon Lempereur sur les dessins de Charles-Michel-Ange Challe, imprimerie de P.R.C. Balland, Paris, 1774.
- Description du catafalque et du cénotaphe érigés dans l'Église de Paris, le 7 septembre 1774, pour Très-Grand, Très-Haut, Très-Puissant et Très-Excellent Price, Louis XV, le Bien-Aimé, roi de France et de Navarre, planches gravées par Louis-Simon Lempereur d'après Charles-Michel-Ange-Challe, imprimerie de P.R.C. Ballard, Paris, 1774[31].

### Galerie

Gravures de Louis-Simon Lempereur
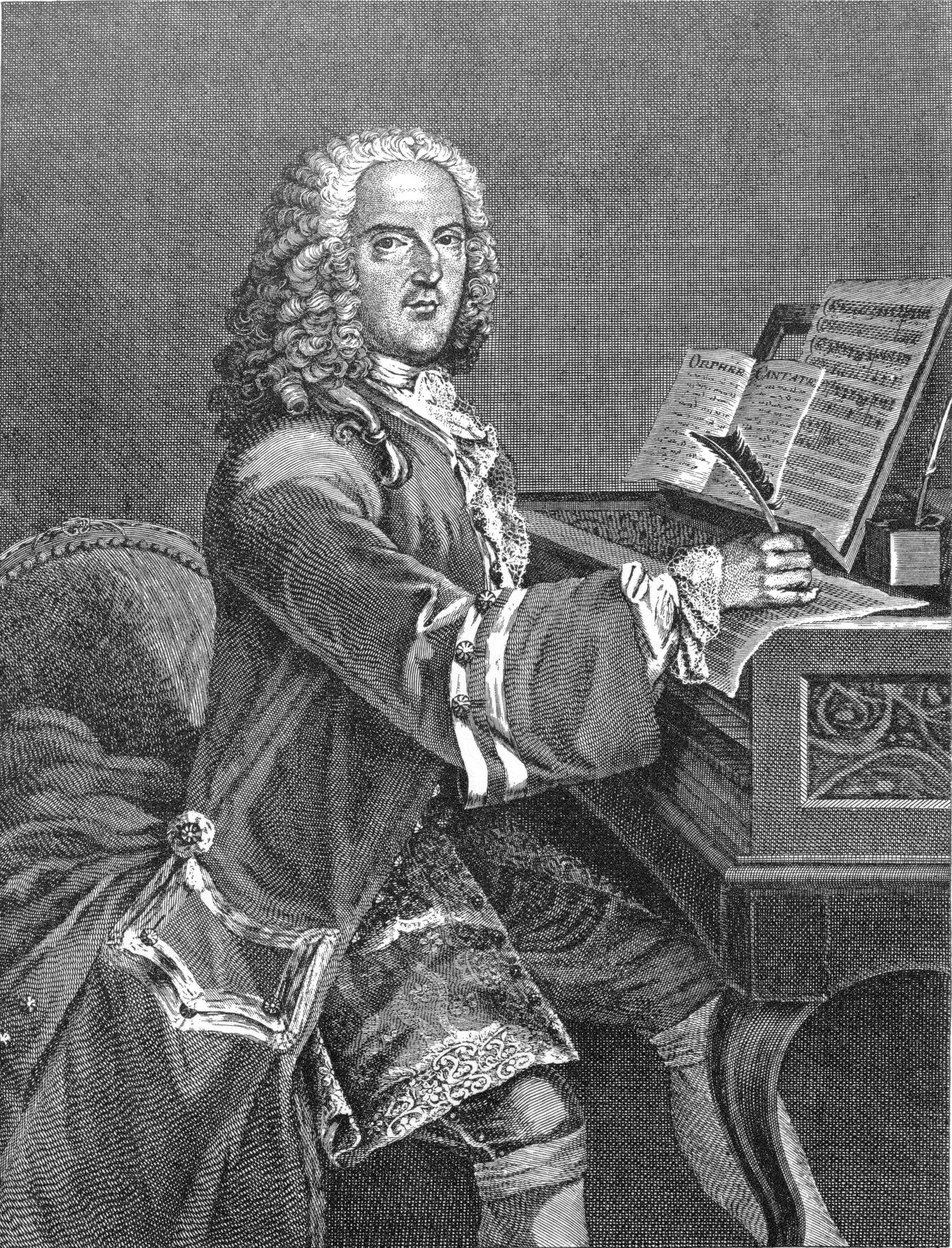
Louis-Nicolas Clerambault
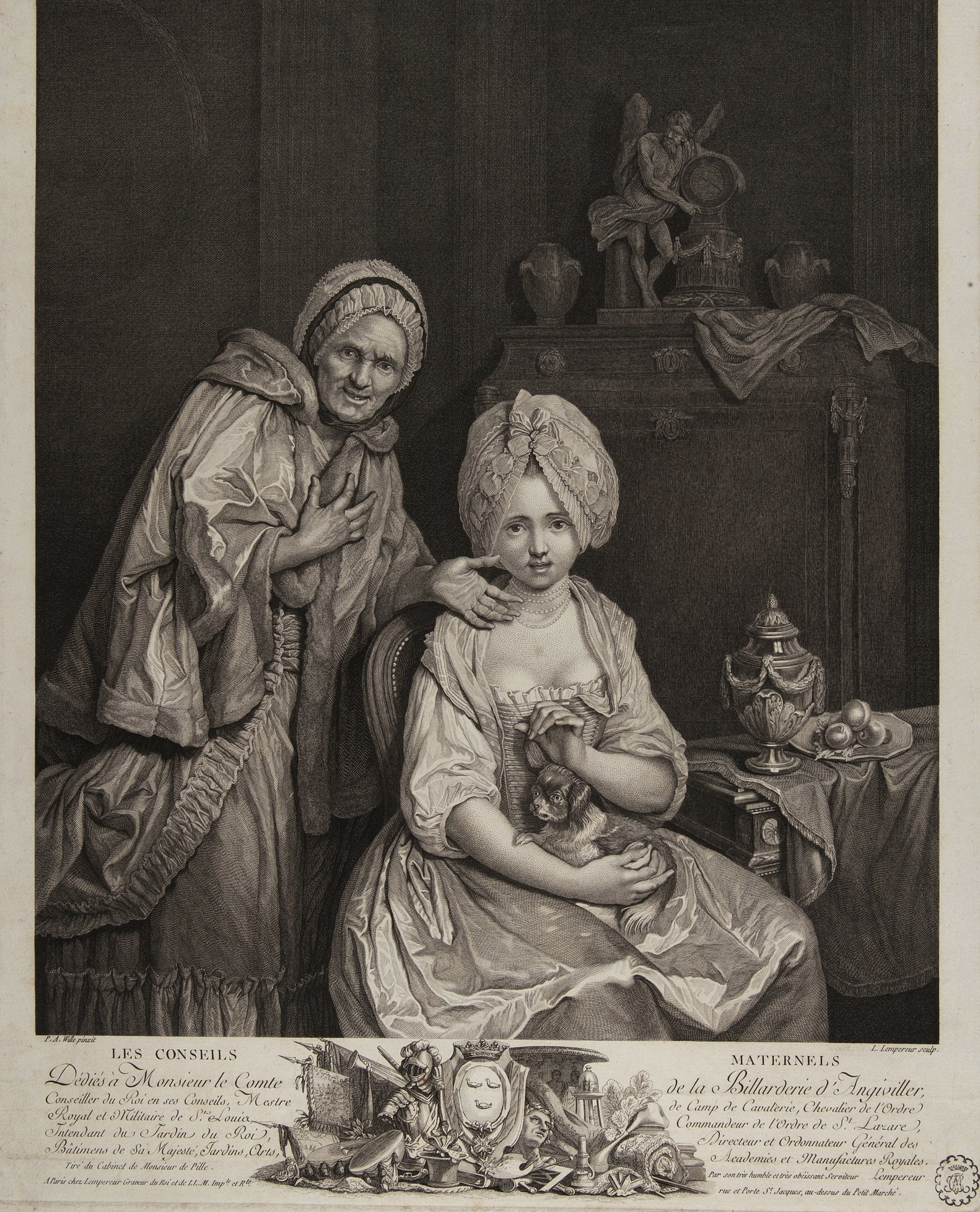
Les conseils maternels
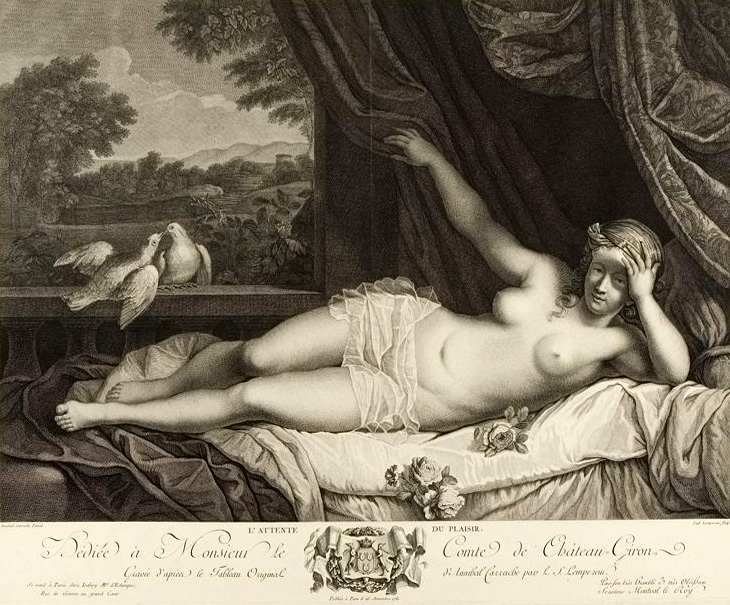
Vénus ou l'attente du plaisir
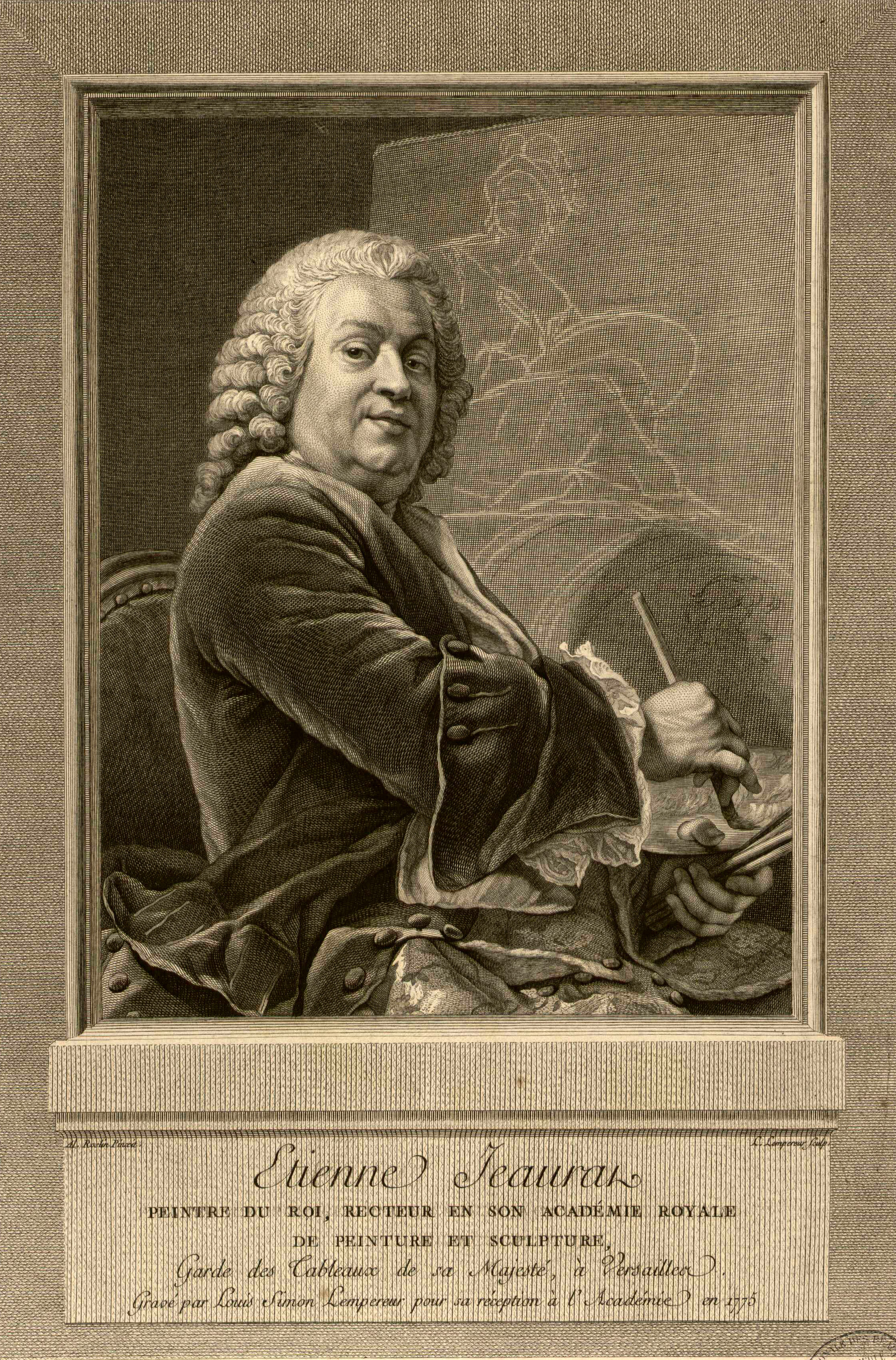
Étienne Jeaurat
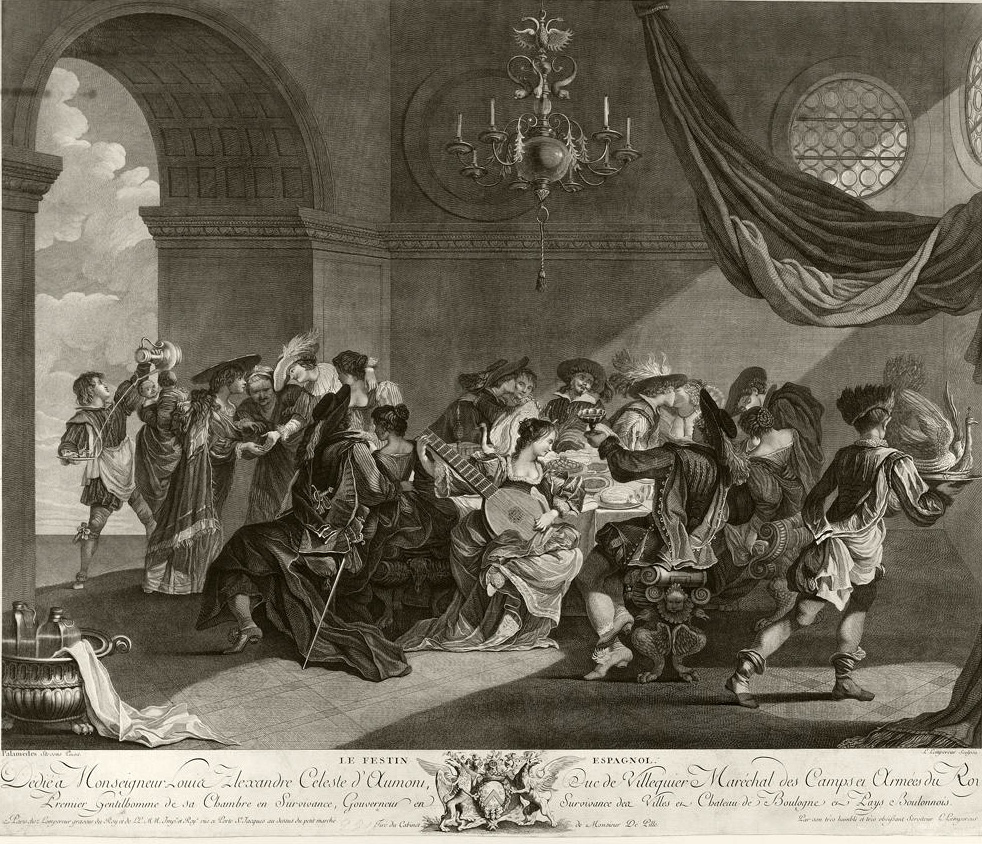
Le Festin espagnol
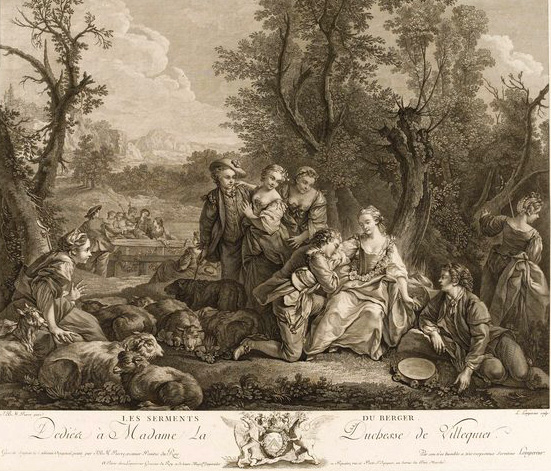
Les serments du berger
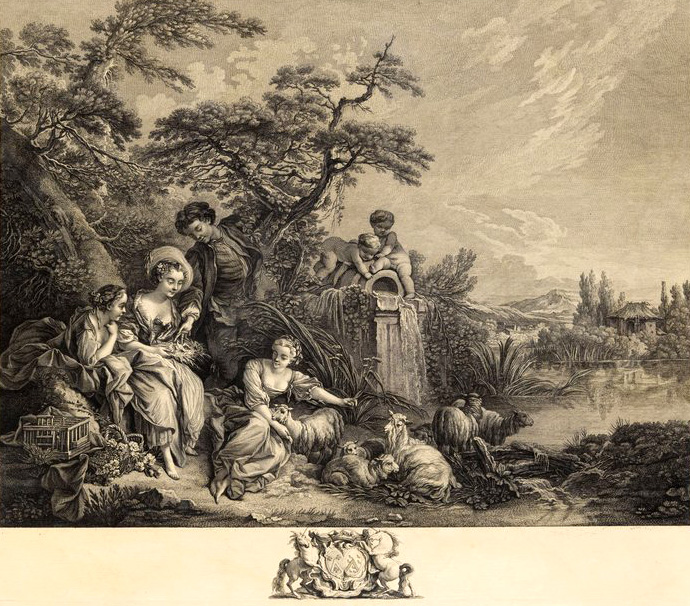
Les présents du berger

## Collections publiques

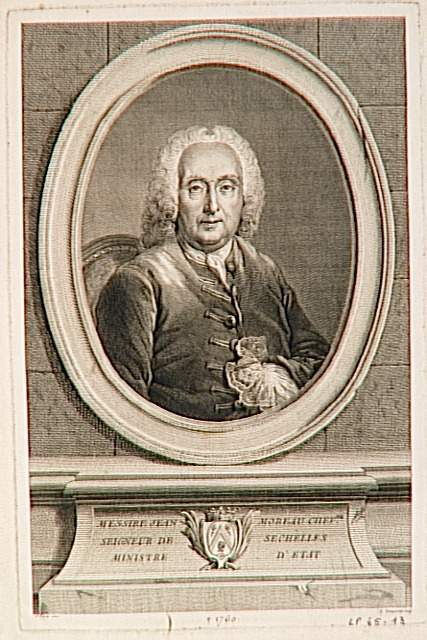
Jean Moreau de Séchelles

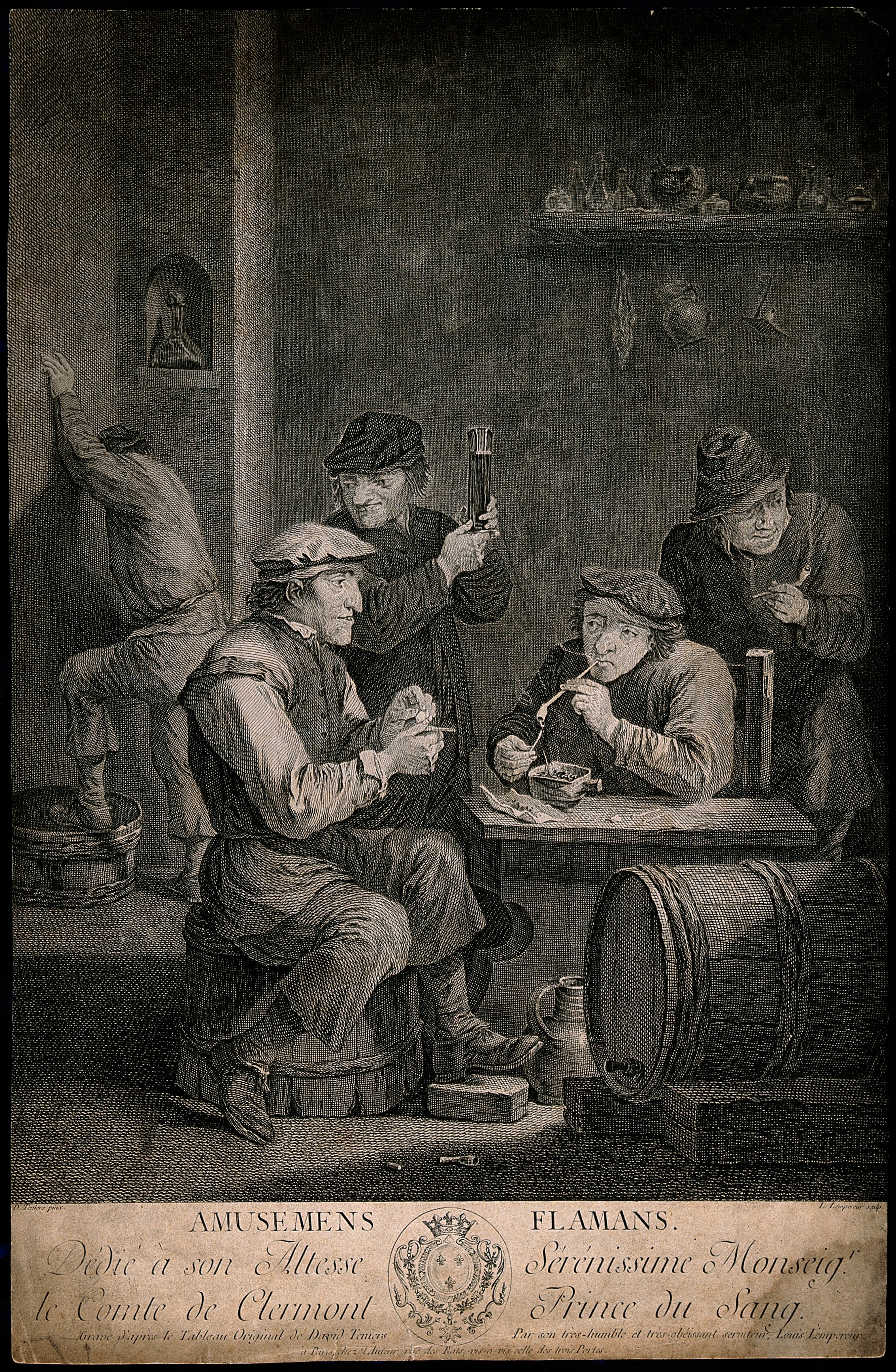
Amusements flamands

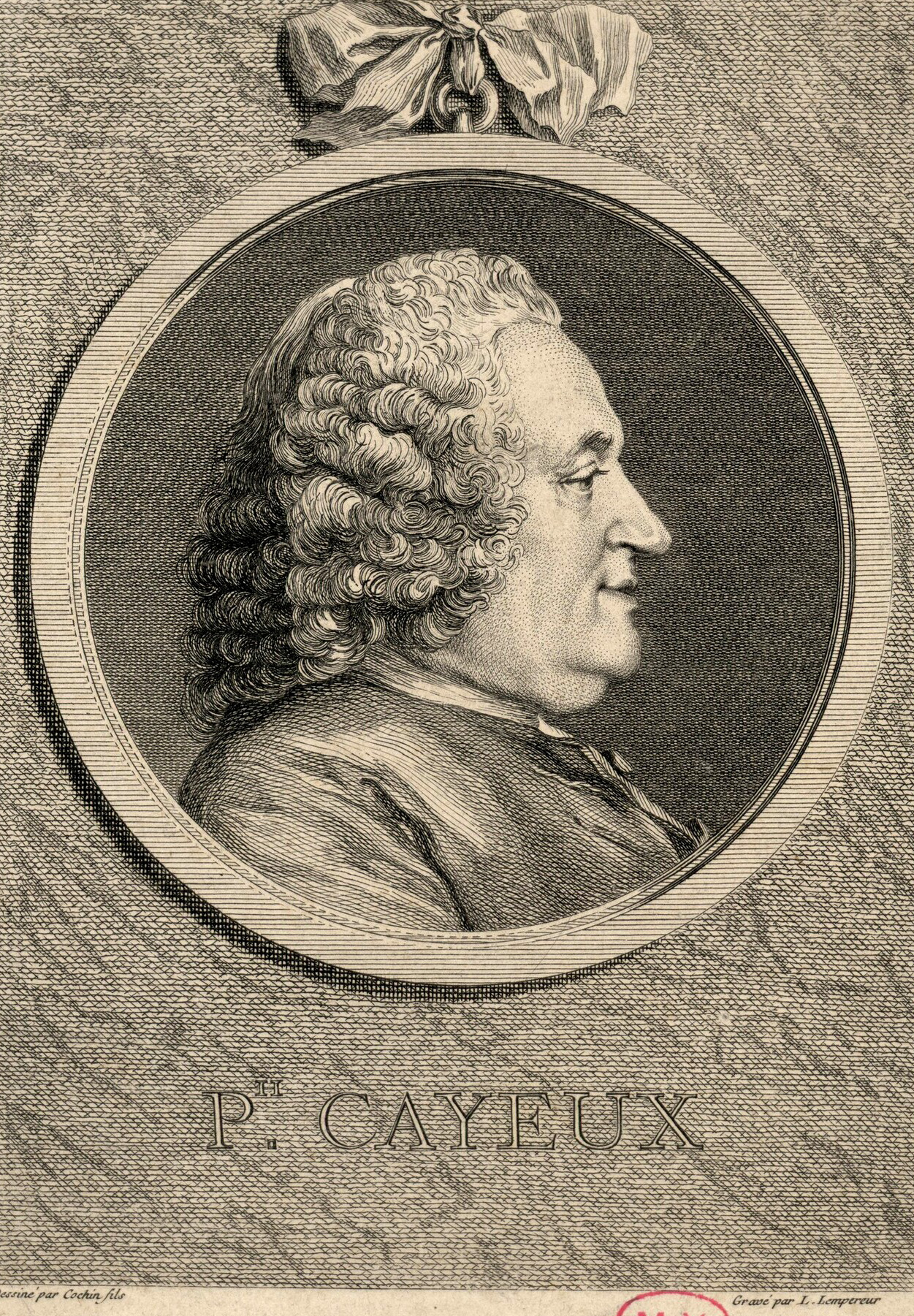
Philippe Cayeux

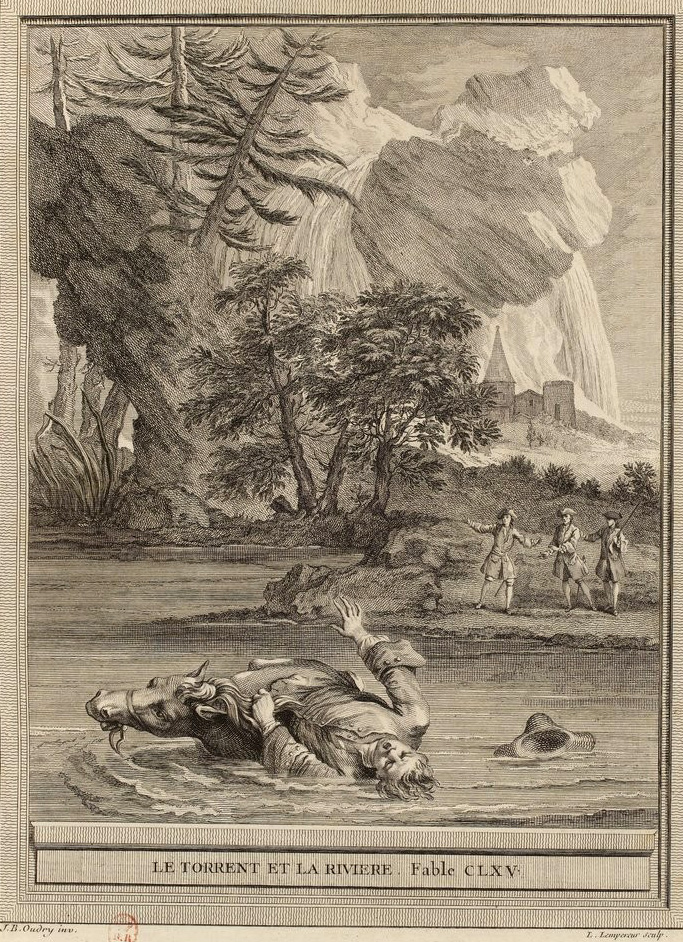
Le torrent et la rivière

### France
- Cabinet des estampes de la Bibliothèque nationale de France.
- École nationale supérieure des beaux-arts, Paris[32].
- Musée Carnavalet, Paris[31].
- Musée du Louvre, Paris, Sylvie guérit Philis de la piqûre d'une abeille, d'après François Boucher[33].
- Muséum national d'histoire naturelle, Paris, Portrait de Jean-François de Marcorelle, Baron d'Escale[13].
- Musée des beaux-arts de Quimper, Sacrifice en l'honneur du dieu Pan, d'après Jean-Baptiste Marie Pierre[34].
- Bibliothèque municipale de Valenciennes, Le festin espagnol, burin et eau-forte d'après Palamedes Stevens[35].
- Bibliothèque municipale de Versailles, Il Decamerone de M. Giovanni Boccacio, 1757[27].
- Château de Versailles, Portraits de Claude-Henri Watelet[12] et de Jean Moreau de Séchelles[36].

### Finlande
- Galerie nationale de Finlande, Helsinki.

### Italie
- Fondazione Giacomini Meo Fiorot, Musei Mazzucchelli, Mazzano, Amusements flamands[14].
- Civiche raccolte grafiche e fotografiche, Milan, Allégories de la ville de Calais et de la Renommée couronnant un portrait de Pierre Laurent Buirette de Belloy[14].

### Pays-Bas
- Rijksmuseum, Amsterdam, Le jardin d'amour, d'après Pierre Paul Rubdens.

### Pologne
- Palais royal de Lazienki, Varsovie, Sacrifice en l'honneur du dieu Pan, d'après Jean-Baptiste Marie Pierre[37].

### Portugal
- Bibliothèque nationale du Portugal, Lisbonne, Bacchus et Ariadne, d'après Jean-Baptiste Marie Pierre, 1750[8].

### Royaume-Uni
- Scottish National Portrait Gallery, Édimbourg, Étienne Jeaurat, d'après Alexandre Roslin[38].
- British Museum, Bacchus et Ariadne, d'après Jean-Baptiste Marie Pierre[39] ; La mère indulgente, d'après Wille le fils, 1775[19].
- Royal Academy, Londres, Les pêcheurs florentins, d'après Claude-Joseph Vernet[40].
- Royal Collection, Londres.
- Victoria and Albert Museum, Londres, William Augustus de Cumberland, d'après David Morier, 1751[6] ; Le jardin d'amour, d'après Pierre Paul Rubens[41].
- Kingston Lacy, Wimborne Minster, La Bacha en promenade, d'après Pierre-Charles Le Mettay[42].

### Suède
- Nationalmuseum, Stockholm.

### États-Unis
- Musée des beaux-arts de Boston, Amusements flamands, gravure ; Contes et nouvelles en vers de Jean de La Fontaine.
- Fogg Art Museum, Cambridge (Massachusetts), neuf gravures[43].
- Art Institute of Chicago.
- Connecticut College (en), New London.
- Metropolitan Museum of Art, New York, Portrait de Louis XV en médaillon, d'après Jean-Michel Moreau[44] ; Céphale et Procris, d'après Le Guerchin[45].
- Cooper–Hewitt, Smithsonian Design Museum, New York.
- Philadelphia Museum of Art, Le triomphe de Silène, d'après Carle Vanloo[9].
- Musée des beaux-arts de San Francisco[46].
- National Gallery of  Art, Washington, Portrait de Philippe Cayeux, d'après Charles-Nicolas Cochin[47] ; Les présents du berger, d'après François Boucher[48] ; Le torrent et la rivière, d'après Jean-Baptiste Oudry[49].
- Smithsonian American Art Museum, Washington.

## Élèves
- Théodore Toussaint Drouet[50].